# Wolimir
Wolimir, Wolemir, Wolmir, Wolimierz – staropolskie imię męskie. Znaczenie imienia: "ten, który woli pokój". Imię to mogło przybierać także formę Wojmir.  
Wolimir imieniny obchodzi 5 marca, 25 marca i 15 grudnia.  
Osoby o tym imieniu:
- Wolimir - biskup kujawsko-pomorski 1252–1274, administrator archidiecezji gnieźnieńskiej
- Wolmir - biskup lubuski 1282–1284